# Formuladeildin 2019
La Formuladeildin 2019 (detta anche Betri Deildin 2019 per motivi di sponsorizzazione) è stata la 77ª edizione del campionato faroese di calcio. La stagione è iniziata il 10 marzo e si è conclusa il 26 ottobre 2019. L'HB Tórshavn era la squadra detentrice del trofeo. Il KÍ Klaksvík ha conquistato il trofeo per la diciottesima volta nella sua storia, la prima dopo l'ultimo successo, risalente al 1999.

## Stagione

### Novità
Dopo la stagione 2018 è stato retrocesso in 1. deild lo 07 Vestur. Dalla 1. deild 2018 è stato promosso il ÍF Fuglafjørður.

Il TB Tvøroyri, il Suðuroy e il Royn Hvalba hanno terminato la loro collaborazione e il TB Tvøroyri ha rimpiazzato il TB/FCS/Royn

### Formula
Le 10 squadre partecipanti si affrontano tre volte, per un totale di 27 giornate.

La squadra campione delle Isole Fær Øer ha il diritto a partecipare alla UEFA Champions League 2020-2021 partendo dal primo turno preliminare.

La vincitrice della Coppa nazionale è ammessa alla UEFA Europa League 2020-2021 partendo dal turno preliminare, assieme alle squadre classificate al secondo e terzo posto.

Le ultime due classificate retrocedono direttamente in 1. deild 2020.

## Squadre partecipanti
| Club            | Città        | Stadio            | Stagione precedente        |
| --------------- | ------------ | ----------------- | -------------------------- |
| AB Argir        | Argir        | Skansi Arena      | 9º posto in Formuladeildin |
| B36 Tórshavn    | Tórshavn     | Stadio Gundadalur | 3º posto in Formuladeildin |
| EB/Streymur     | Eiði         | Við Margáir       | 8º posto in Formuladeildin |
| HB Tórshavn     | Tórshavn     | Stadio Gundadalur | Campione faroese           |
| ÍF Fuglafjørður | Fuglafjørður | Í Fløtugerði      | 1º posto in 1. deild       |
| KÍ Klaksvík     | Klaksvík     | Við Djúpumýrar    | 4º posto in Formuladeildin |
| NSÍ Runavík     | Runavík      | Við Løkin         | 2º posto in Formuladeildin |
| Skála ÍF        | Skáli        | Undir Mýruhjalla  | 6º posto in Formuladeildin |
| TB Tvøroyri     | Tvøroyri     | Við Stórá         | 7º posto in Formuladeildin |
| Víkingur Gøta   | Norðragøta   | Serpugerði        | 5º posto in Formuladeildin |

## Classifica finale
|                    | Pos. | Squadra         | Pt | G  | V  | N | P  | GF | GS | DR  |
| ------------------ | ---- | --------------- | -- | -- | -- | - | -- | -- | -- | --- |
| Fær Øer (bandiera) | 1.   | KÍ Klaksvík     | 66 | 27 | 21 | 3 | 3  | 62 | 19 | +43 |
|                    | 2.   | B36 Tórshavn    | 63 | 27 | 20 | 3 | 4  | 53 | 23 | +30 |
|                    | 3.   | NSÍ Runavík     | 57 | 27 | 18 | 3 | 6  | 65 | 31 | +34 |
| [ 1 ]              | 4.   | HB Tórshavn     | 51 | 27 | 15 | 6 | 6  | 62 | 28 | +34 |
|                    | 5.   | Víkingur Gøta   | 51 | 27 | 16 | 3 | 8  | 51 | 35 | +16 |
|                    | 6.   | Skála ÍF        | 37 | 27 | 12 | 1 | 14 | 38 | 32 | +6  |
|                    | 7.   | AB Argir        | 21 | 27 | 6  | 3 | 18 | 32 | 66 | -34 |
|                    | 8.   | TB Tvøroyri     | 19 | 27 | 5  | 4 | 18 | 20 | 57 | -37 |
|                    | 9.   | EB/Streymur     | 18 | 27 | 5  | 3 | 19 | 25 | 63 | -38 |
| [ 2 ]              | 10.  | ÍF Fuglafjørður | 6  | 27 | 1  | 3 | 23 | 27 | 81 | -54 |

Legenda:
      Campione delle Isole Fær Øer e ammessa alla UEFA Champions League 2020-2021
      Ammesse alla UEFA Europa League 2020-2021
      Retrocessa in 1. deild 2020
Note:
Tre punti a vittoria, uno a pareggio, zero a sconfitta.

## Risultati

### Partite (1-18)
|                 | AB   | B36  | EBS   | HB    | ÍF    | KÍ    | NSÍ   | Ská   | TB    | Vík  |
| --------------- | ---- | ---- | ----- | ----- | ----- | ----- | ----- | ----- | ----- | ---- |
| AB Argir        | –––– | 1-2  | 1-1   | 1-2   | 2-1   | 0-4   | 1-5   | 0-1   | 2-2   | 1-3  |
| B36 Tórshavn    | 4-1  | –––– | 3-0   | 2-1   | 3-0   | 0-3   | 1-1   | 1-0   | 1-0   | 2-1  |
| EB/Streymur     | 5-1  | 1-2  | ––––- | 0-3   | 0-2   | 0-1   | 1-8   | 0-1   | 0-2   | 1-4  |
| HB Tórshavn     | 4-3  | 0-0  | 6-4   | ––––- | 6-0   | 4-1   | 1-1   | 0-2   | 3-0   | 3-1  |
| ÍF Fuglafjørður | 4-6  | 1-3  | 2-3   | 0-2   | ––––- | 2-3   | 2-4   | 0-3   | 2-2   | 0-4  |
| KÍ Klaksvík     | 2-1  | 0-2  | 2-1   | 0-0   | 3-0   | ––––- | 2-0   | 2-2   | 7-0   | 2-0  |
| NSÍ Runavík     | 5-1  | 2-1  | 1-0   | 1-1   | 3-1   | 0-1   | ––––- | 3-0   | 3-1   | 4-2  |
| Skála ÍF        | 0-1  | 1-2  | 1-2   | 0-3   | 2-1   | 0-1   | 2-0   | ––––- | 2-0   | 2-3  |
| TB Tvøroyri     | 2-1  | 0-1  | 1-0   | 1-1   | 1-0   | 1-0   | 0-3   | 0-2   | ––––- | 1-2  |
| Víkingur Gøta   | 1-1  | 1-0  | 1-1   | 1-0   | 3-0   | 2-2   | 2-3   | 2-1   | 3-1   | –––– |

### Partite (19-27)
|                 | AB   | B36  | EBS   | HB    | ÍF    | KÍ    | NSÍ   | Ská   | TB    | Vík  |
| --------------- | ---- | ---- | ----- | ----- | ----- | ----- | ----- | ----- | ----- | ---- |
| AB Argir        | –––– | 1-2  |       |       | 3-1   | 0-2   |       | 0-2   |       | 0-3  |
| B36 Tórshavn    |      | –––– |       | 2-2   | 7-2   | 0-3   |       | 1-0   | 3-1   |      |
| EB/Streymur     | 1-2  | 0-4  | ––––- | 1-0   | 0-0   |       |       |       |       |      |
| HB Tórshavn     | 5-0  |      |       | ––––- |       |       | 0-2   | 3-0   | 3-0   | 3-1  |
| ÍF Fuglafjørður |      |      |       | 1-5   | ––––- | 0-3   |       | 1-3   | 1-1   |      |
| KÍ Klaksvík     |      |      | 4-0   | 3-1   |       | ––––- | 3-2   |       | 3-0   |      |
| NSÍ Runavík     | 2-0  | 0-3  | 3-0   |       | 3-1   |       | ––––- |       |       | 0-2  |
| Skála ÍF        |      |      | 5-0   |       |       | 0-2   | 1-2   | ––––- | 5-1   | 0-1  |
| TB Tvøroyri     | 0-1  |      | 1-2   |       |       |       | 1-4   |       | ––––- | 0-2  |
| Víkingur Gøta   |      | 0-1  | 2-1   |       | 3-2   | 1-3   |       |       |       | –––– |

## Statistiche

### Classifica marcatori
| Gol |  |  | Giocatore            | Squadra                          |
| --- |  |  | -------------------- | -------------------------------- |
| 26  |  |  | Klæmint Olsen        | NSÍ Runavík                      |
| 18  |  |  | Jóannes Bjartalíð    | KÍ Klaksvík                      |
| 16  |  |  | Adrian Justinussen   | HB Tórshavn                      |
| 13  |  |  | Patrik Johannesen    | KÍ Klaksvík                      |
| 12  |  |  | Ari Olsen            | HB Tórshavn                      |
| 9   |  |  | Stefan Radosavljevic | (6) TB Tvøroyri (3) B36 Tórshavn |
| 9   |  |  | Sølvi Vatnhamar      | Víkingur Gøta                    |
| 8   |  |  | Árni Frederiksberg   | B36 Tórshavn                     |
| 8   |  |  | Petur Knudsen        | NSÍ Runavík                      |
| 8   |  |  | Ronni Möller Iversen | Skála ÍF                         |